# Comuna de Kluki
Kluki (polaco: Gmina Kluki) é uma gminy (comuna) na Polónia, na voivodia de Lodz e no condado de Bełchatowski. A sede do condado é a cidade de Kluki.
De acordo com os censos de 2004, a comuna tem 3822 habitantes, com uma densidade 32,3 hab/km².

## Área
Estende-se por uma área de 118,5 km², incluindo:
- área agricola: 43%
- área florestal: 47%

## Demografia
Dados de 30 de Junho 2004:
|                      | Total   | Total | Mulheres | Mulheres | Homens  | Homens |
| -------------------- | ------- | ----- | -------- | -------- | ------- | ------ |
|                      | pessoas | %     | pessoas  | %        | pessoas | %      |
| População            | 3822    | 100   | 1956     | 51,2     | 1866    | 48,8   |
| Densidade (pop./km²) | 32,3    | 100   | 16,5     | 16,5     | 15,7    | 15,7   |

De acordo com dados de 2002, o rendimento médio per capita ascendia a 1536,97 zł.

## Subdivisões
- Cisza, Imielnia, Kaszewice, Kluki, Kuźnica Kaszewska, Nowy Janów, Osina, Parzno, Podwódka, Roździn, Strzyżewice, Ścichawa, Trząs, Wierzchy Kluckie, Zarzecze, Żar, Żelichów.

## Comunas vizinhas
- Bełchatów, Kleszczów, Szczerców, Zelów